# Euthiscia crockeri
Euthiscia crockeri är en insektsart som beskrevs av Van Duzee 1937. Euthiscia crockeri ingår i släktet Euthiscia och familjen sköldstritar. Inga underarter finns listade i Catalogue of Life.